# Cnephasia abieticolana
Cnephasia abieticolana är en fjärilsart som beskrevs av Charles Théophile Bruand d’Uzelle 1850. Cnephasia abieticolana ingår i släktet Cnephasia och familjen vecklare. Inga underarter finns listade i Catalogue of Life.